# Trans Austria Gasleitung
Die Trans Austria Gasleitung (TAG) ist eine Erdgaspipeline, die von der slowakisch-österreichischen Grenze bei Baumgarten an der March, wo zum Ausgleich von Lieferschwankungen ein Untergrundspeicher betrieben wird, durch Niederösterreich, Burgenland, Steiermark und Kärnten an die italienisch-österreichische Grenze bei Arnoldstein führt. Das aus Russland stammende Erdgas (Abzweig Transgas-Pipeline) dient hauptsächlich der Versorgung der norditalienischen Industriegebiete, österreichischer Bundesländer und Sloweniens.

## Hintergrund
Die TAG besteht aus drei Leitungen mit einer Länge von jeweils ca. 380 km. Zwei Leitungen aus den 1960er- / 1970er-Jahren (TAG I und TAG II) wurden ab 1. Jänner 2007 durch eine dritte, die TAG Loop II, ergänzt. Der Nennbetriebsdruck aller drei Leitungen ist 70 bar. Der Durchmesser der TAG I ist 900/950 mm, TAG II hat DN 1050 und die TAG Loop II 1000 mm Durchmesser. Zum 1. Oktober 2008 wurde die Transportkapazität um etwa 10 % erhöht, indem zwischen die drei damals bestehenden Kompressorstationen in Baumgarten, Grafendorf bei Hartberg und Ruden (Kärnten) noch zwei weitere bei Eggendorf in Niederösterreich und Weitendorf in der Steiermark eingebaut wurden.
Das TAG-Leitungssystem ist an zwei Systeme der Gas Connect Austria angebunden, im Nordosten an das WAG-System und im Südosten an die Süd-Ost-Leitung (SOL) nach Slowenien. Im Nordosten erfolgt die Einspeisung aus dem System des slowakischen TSO  eustream. Im Süden ist die TAG mit dem Netz der italienischen Snam verbunden.
Bis September 2008 waren (Stand Nov. 2007) folgende Durchflussraten möglich und vertraglich vergeben:
- Einspeisung aus Russland (Übernahmepunkt bei Baumgarten): 4,77 Mio. m³/h vertraglich definierte Kubikmeter pro Stunde [bei 20 °C und 1,01325 bar]
- daraus Lieferung:
  - nach Italien (Übergabepunkt bei Arnoldstein): 3,96 Mio. m³/h
  - nach Slowenien (Abzweigung bei Weitendorf; Übergabepunkt Straß) via Süd-Ost-Leitung (SOL): 0,45 Mio. m³/h
  - nach Österreich (verschiedene Entnahmepunkte): 0,36 Mio. m³/h

Laut TAG wurden Mitte der 2000er-Jahre Monatsauslastungen von 90 bis 99 % in der kälteren Jahreshälfte und 44 bis 70 % in der wärmeren erreicht.
Die Kompressorstationen werden mit Erdgasmotoren betrieben. Im vereinbarten Gasverlust „LAUF“ ist daher auch „Brenngas“ für das Pumpen enthalten. Die Gasqualität (Erdgas oder biogen) ist mit mindestens 85 % Methan, höchstens 5 % N2, höchstens 2 % CO2, höchstens 42 °C Temperatur und mit einem passenden Druckbereich vereinbart.
Die Flussrichtung der TAG läuft typisch in Richtung Südwest. Technisch kann die TAG jedoch bidirektional, also wahlweise in beide Richtungen betrieben werden. Der physische Reverse Flow fand erstmalig im Oktober 2022 statt.
Die TAG GmbH setzt sich dafür ein, die Ermöglichung des Wasserstofftransports über die bestehende Infrastruktur in Österreich und Europa voranzutreiben und diese dafür anzupassen. Sie ist ein Mitglied der Initiative  European Hydrogen Backbone (EHB) – und setz sich hier insbesondere für den Südkorridor mit dem Projekt „H2 Readiness des TAG Pipelinesystems“ ein und ist Teil der Initiative SunsHyneCorridor. Am 8. April 2024 wurde bekannt gegeben, dass das Projekt „H2 Readiness of the TAG Pipeline System“, Teil des SouthH2Corridor und anerkannt als „Hydrogen Corridor Italy-Austria-Germany“, den PCI-Status von der Europäischen Kommission erhalten hat.
Im Oktober 2024 wurde die Import- und Exportkapazitäten des vorgelagerten italienischen Netzes erhöht. Somit können nun ca. 11 GWh/h statt bisher ca. 8 GWh/h importiert werden. Dies entspricht einer Steigerung der technischen Jahreskapazität von 71 TWh auf 96 TWh. Das bedeutet, dass Österreich rund 25 TWh Gas pro Jahr zusätzlich aus Italien importieren könnte.

## Die Stationen

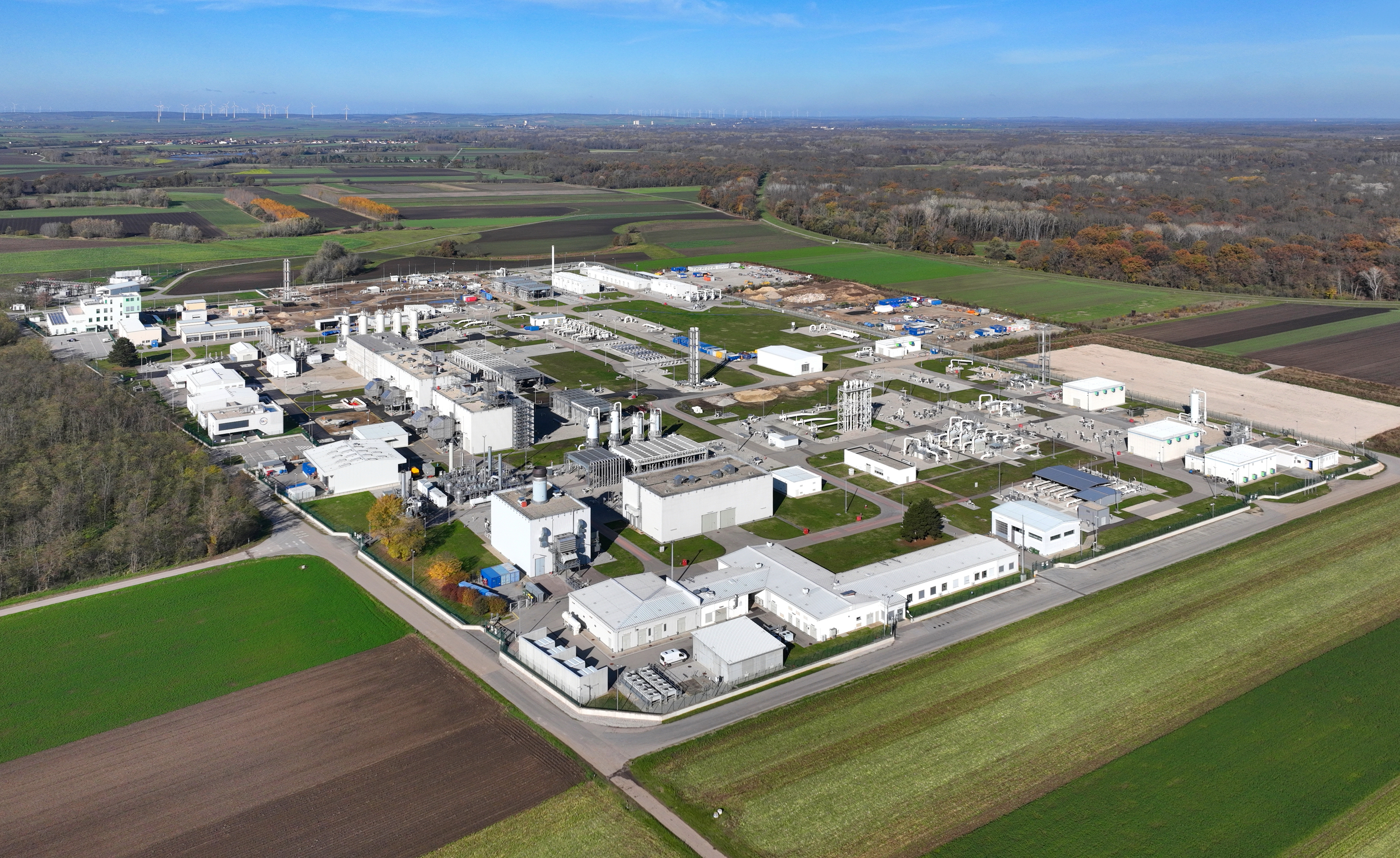
Beginn der WAG in der Verteilerstation Baumgarten

Die Stationen der TAG in Flussrichtung Südwest sind laut TAG GmbH – Stand 2007/2015:
- IP (Input) Grenze Slowakei/Österreich
- MS (Messstation) Baumgarten (an der March)
- IP+OP (Output) Baumgarten MD (Mitteldruck)
- CS (Kompressorstation) Baumgarten
- IP, OP (Output) Baumgarten HD (Hochdruck) + IP WAG (West) Baumgarten
- CS Eggendorf
- OP Eggendorf
- OP, CS Grafendorf
  - (IP Grenze Ungarn/Österreich)
- OP St. Margarethen
- OP Weitendorf (in Richtung SOL) (in Wildon im Ortsteil Kainach; ehemals Gemeinde Kainach bei Wildon, seit 1969 eingemeindet nach Weitendorf, 2015 nach Wildon)
- CS Weitendorf (ehemals in Gemeinde Weitendorf, seit 2015 in Wildon im Ortsteil Lichendorf, westlich der A9, südlich der Koralmbahn)[8][9]
- OP Sulmeck-Greith
- OP Ettendorf
- CS Ruden
- OP Waisenberg
- OP Ebenthal
- OP Finkenstein
- MS Arnoldstein
- OP Grenze Österreich-Italien

Seit 1. Juni 2013 lockt ein Geocache seine Jäger zur Verdichteranlage Weitendorf.

Einrichtungen und Kennzeichen der TAG an der Oberfläche
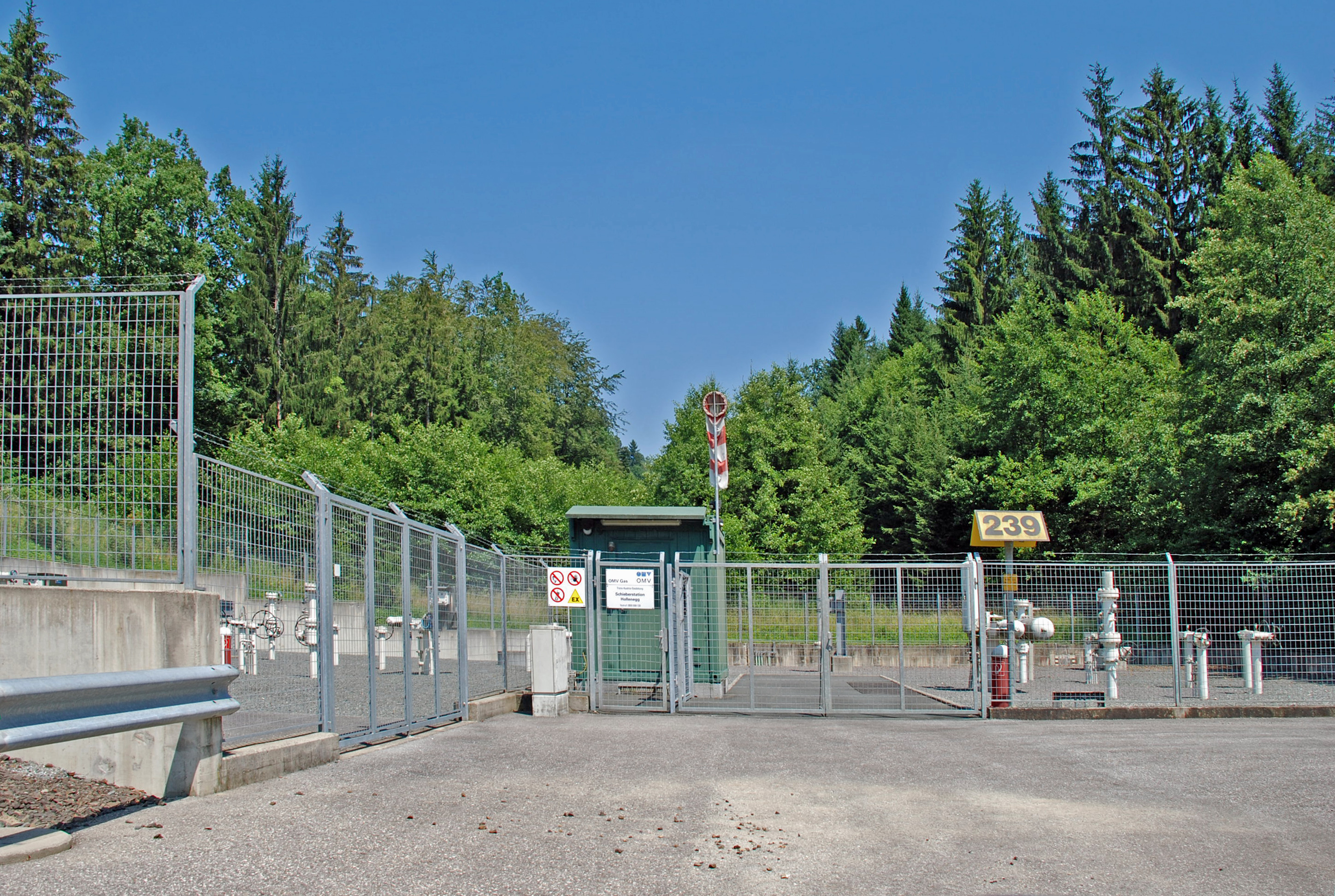
Schieberstation in Hollenegg, Südweststeiermark
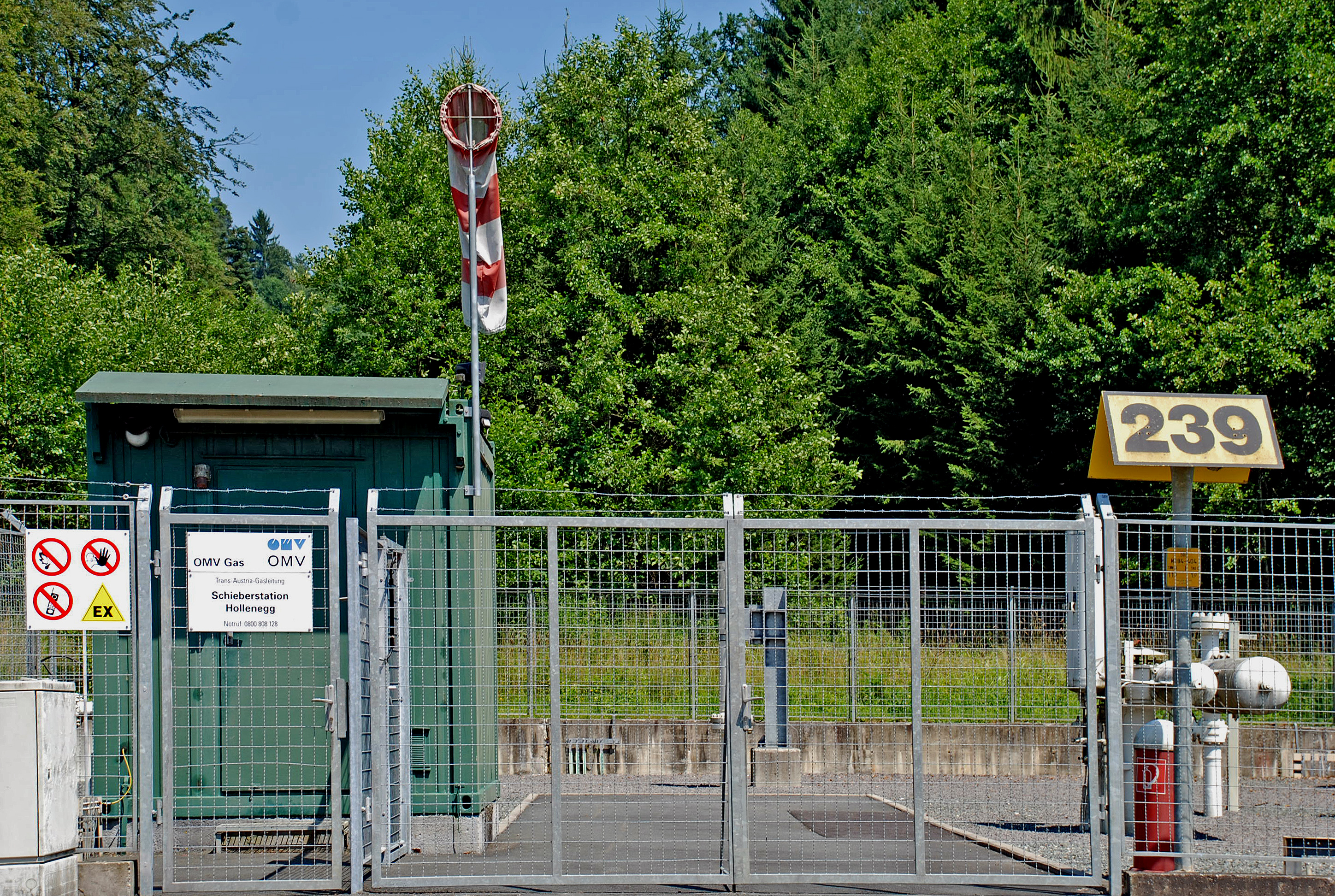
Schieberstation Hollenegg
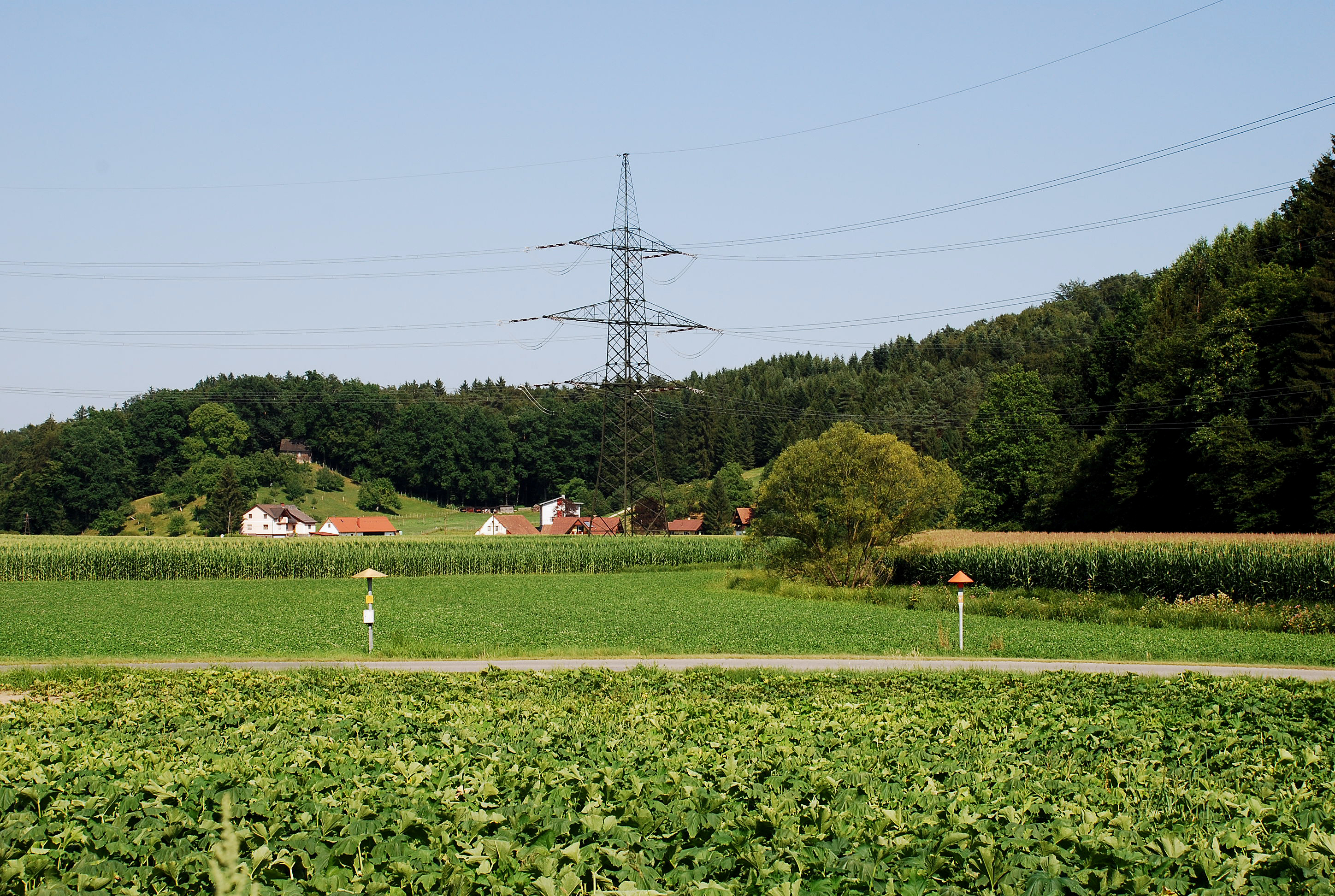
Die Trassen der Gas- und Ölpipelines liegen im Gleinztal bei Unterbergla parallel
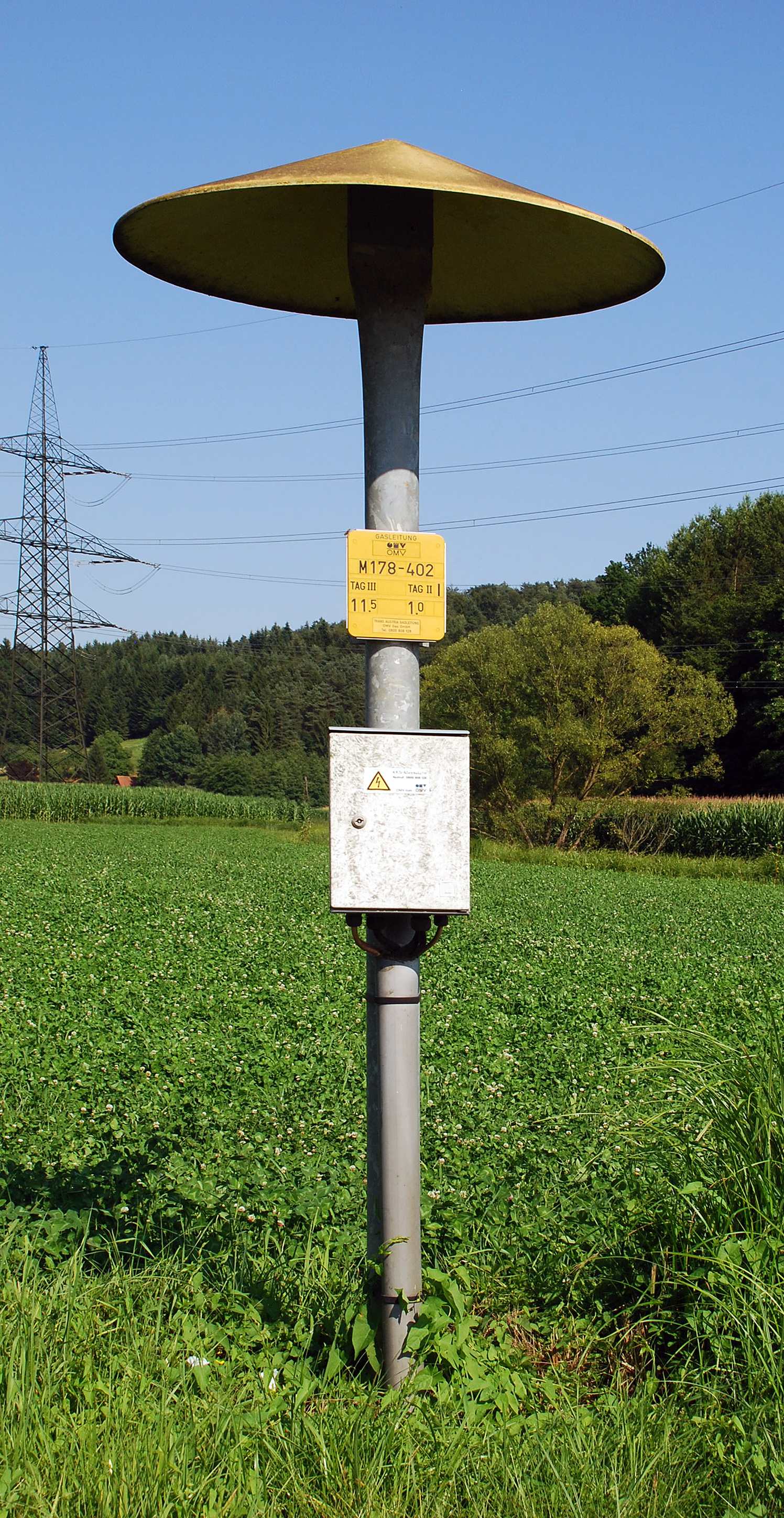
Kennzeichen der Trasse der TAG II und III im Gleinztal
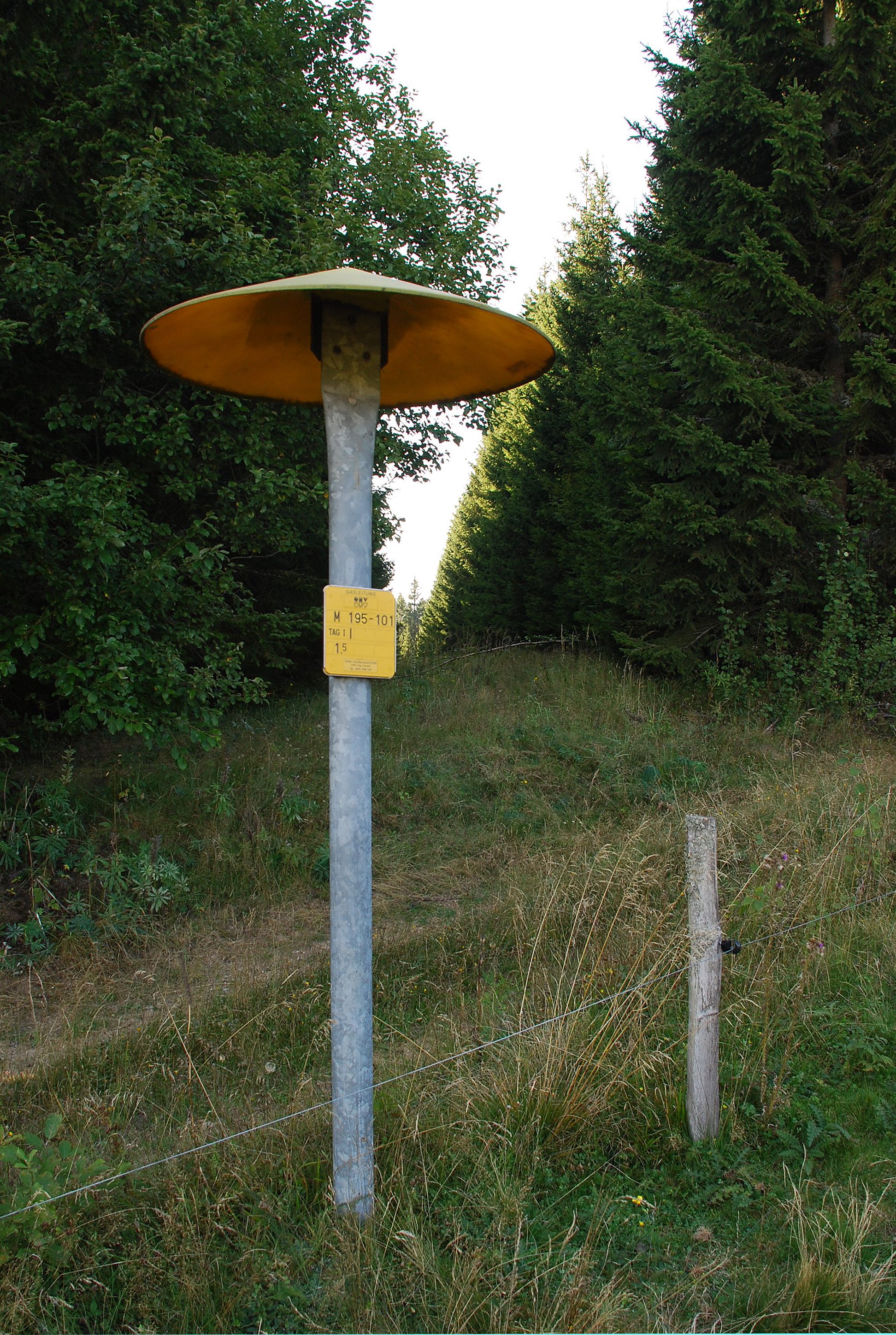
TAG I bei der oberen Glashütte, Soboth

## Betreiber und Eigentümer
Die Trans Austria Gasleitung wird von der TAG GmbH (ehemals Trans Austria Gasleitung GmbH) betrieben. Der österreichische Fernleitungsnetzbetreiber hat seinen Hauptsitz in Wien und ist verantwortlich für die österreichische und Teile der europäischen Gasversorgung und andere netzgebundene erneuerbare Energieformen wie Biogas und Wasserstoff. Das Kerngeschäft des Unternehmens ist der Transport von Erdgas sowie der Betrieb und die Instandhaltung von Gasleitungen und Anlagen für die Energieversorgung Österreichs und angrenzender Länder. Derzeitige Eigentümer der TAG GmbH sind der italienische Fernleitungsnetzbetreibers Snam S.p.A. mit 84,47 % sowie Gas Connect Austria GmbH mit 15,53 %. Geleitet wird das Unternehmen von Brigitte Straka-Lang und Daniele Gamba. Seit der Gründung der TAG GmbH 1974 fließt Gas durch das Pipelinesystem der Trans Austria Gasleitung. Im Zuge der von der EU geforderten Entflechtung der österreichischen Fernleitungsnetzbetreiber wurde die TAG GmbH 2014 aus dem österreichischen Fernleitungsnetzbetreiber Gas Connect Austria GmbH ausgegliedert. Mit dem Betriebsübergang von Gas Connect Austria GmbH zur TAG GmbH am 1. Oktober 2014 erfolgte sowohl die zivilrechtliche Übertragung des Eigentums entlang der Leitung inkl. aller damit verbundenen Verantwortungen und Aufgaben als auch die Übernahme des Personals von Gas Connect Austria GmbH. Derzeit arbeiten ca. 170 Mitarbeiter bei der TAG GmbH.

## Belege
1. ↑  OMV - Die Gasinfrastruktur (Memento vom 2. Januar 2016 im Internet Archive) (PDF; 1,5 MB)
2. ↑  GAS CONNECT AUSTRIA - TAG: Trans-Austria-Gasleitung (Memento vom 31. Juli 2017 im Internet Archive)
3. ↑  https://www.south2corridor.net/
4. ↑  http://taggmbh.at/h2-readiness/
5. ↑  https://www.sunshynecorridor.eu/
6. ↑  Quelle: https://eur-lex.europa.eu/eli/reg_del/2024/1041/oj
7. ↑  Stärkung der Diversifizierung und Versorgungssicherheit. In: taggmbh.at. TAG GmbH, 26. Juli 2024, abgerufen am 14. Januar 2024.
8. 1 2  TAG Pipelinesystem TAG GmbH, 2013 – Landkarte der Stationen der Pipeline.
9. ↑  Übung Gasanlage (PDF; 4,7 MB) Marktgemeinde Wildon, 1. Dezember 2016, S. 23 – Bericht Feuerwehrübungen.
10. ↑  GC43Y9F Gasverdichterstation Weitendorf (Traditional Cache) geocaching.com, ehemals Cache GC3XWV0, hidden 1. Juni 2013 – Geocaching Logbuch, mit Informationen zur Anlage.
11. ↑  Unser Unternehmen. In: taggmbh.at. TAG GmbH, abgerufen am 18. Dezember 2024.
12. ↑  Jobs & Karriere bei der TAG. In: taggmbh.at. TAG GmbH, abgerufen am 18. Dezember 2024.